# Dipsacus daliensis
Dipsacus daliensis là một loài thực vật có hoa trong họ Kim ngân. Loài này được T.M.Ai mô tả khoa học đầu tiên năm 1990.